# Piastre indochinoise
Pour les articles homonymes, voir piastre.
La piastre de commerce, ou  piastre indochinoise, est l'unité monétaire et de compte utilisée dans la Cochinchine française de 1878 à 1884, puis dans l'Indochine française de 1885 à 1952. 
Sa création s'inscrit de façon plus large dans une politique commerciale visant à développer les échanges avec la Chine impériale et sa sphère d'influence historique, l'Extrême-Orient, l'Océan Indien et la zone Pacifique.
Elle est divisée en 100 centièmes (ou cent), chaque centième étant à son tour divisé entre 2 et 6 sapèques.
La Banque de l'Indochine possédait de 1875 à 1950 le monopole d'émission des billets libellés en piastres.

## Historique

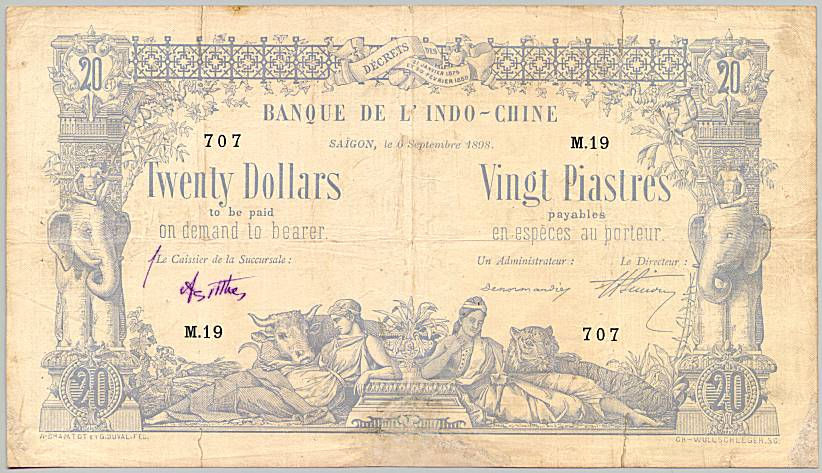
Billet de 20 piastres ou 20 dollars de 1898 (recto).

### Monnaies pré-coloniales
Avant la transformation par la France des provinces de l'empire de la dynastie Nguyễn (Đại Nam) en possessions coloniales et protectorats, à savoir le Tonkin, l'Annam et la Cochinchine, plus une grande partie du Cambodge et du Laos actuels, diverses unités monétaires y circulaient. La Cochinchine est la première province à être placée sous administration française, à partir de 1858. 
Le 10 avril 1862, alors que le Comptoir national d'escompte de Paris ouvre une agence à Saïgon, et tient ses comptes en francs français et en centimes, le gouverneur de la Cochinchine française décrète le cours légal sur ce territoire de la piastre étrangère, à savoir la pièce de 8 réales mexicaine, pièce d'argent d'un poids de  27,0674 gr à 902,7 millièmes de fin (souvent annoncé 27,07 et .903) .
Le cours de ces pièces varie entre 5,37 et 6,30 francs français. À noter que, dès 1881, le yuan chinois (valant 7 mace et 2 candarins) en argent pèse 27 g, soit 7,2/10e du tael, mais ces pièces resteront rares. L'or y est très rare également. Les monnaies étrangères en argent sont en général contremarquées de caractères chinois d'authentification émis par des négociants habitués de longue date aux échanges avec cette région, se protégeant ainsi de la contrefaçon, qui abonde. Par ailleurs, il est fait usage de lingots en argent de forme généralement rectangulaire appelés sycee valant entre 16 et 18 piastres mexicaines. Ces lingots sont produits au nom du gouvernement de la dynastie Nguyễn, mais ils sont thésaurisés. À côté de ces monnaies en argent, circulent un grand nombre de sapèques, văn, ou tiền, trouées en leur milieu, dont la production remonte au Xe siècle et qui perdura jusque dans les années 1940, pièces coulées à partir de métaux comme le cuivre, le zinc, l’argent. Ces pièces vietnamiennes se retrouvent à côtoyer l’équivalent du tical très commun au Cambodge et au Laos, monnaies émises par le royaume de Siam voisin. Dès 1866, le dollar de Hong Kong, suivi du yen d'argent japonais, y circulent également, et sont aussi utilisées mais en moindre quantité les monnaies du Pérou, producteur d'argent métal, ainsi que les émissions de divers pays d'Amérique Centrale et du Sud, liés commercialement avec la zone pacifique. La Chine impériale tentera de frapper des sous-unités du tael d’argent mais ces pièces resteront rares.
Pour donner une idée du pouvoir d'achat, en 1868, un dîner dans un restaurant de bon standing situé rue Catinat à Saïgon, coûtait en moyenne 1,5 piastre. 
Les autorités monétaires françaises tentent de réformer ce qu'elles jugent être une situation complexe pour beaucoup de fonctionnaires, de colons, de négociants et de voyageurs. Par ailleurs, les négociants vietnamiens rachètent massivement des piastres étrangères qu’elles revendent aux autorités françaises, en échange de francs, réalisant au passage une prime sur le poids d’argent pur (jusqu’à 50 centimes par piastre).
Frappé de 1873 à 1885, le trade dollar (en) américain, pèse 27,22 g, et correspond à 0,5 milligramme près à la piastre de commerce. 
En 1875, l'administration coloniale du Protectorat français du Cambodge livre au roi du Cambodge une série de pièces frappées en franc cambodgien qui, fabriquée en Belgique, garde la date « 1860 » à l’avers,. 
Enfin, des billets de banque sont émis par la banque de l’Indo-Chine à partir du 25 janvier 1875 pour des valeurs de 5, 20 et 100 piastres avec leurs équivalences en dollar (ce dernier fait référence à la piastre mexicaine).

### Émissions monétaires  coloniales en Cochinchine (1878-1885)

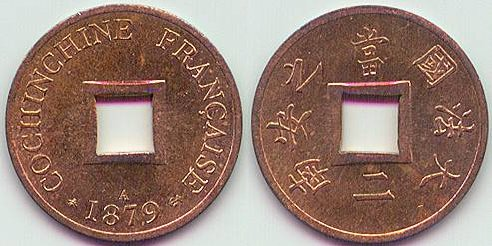
Pièce de 2 sapèques (ou 2/5 de cent) en cuivre (avers et revers, 1879) de la Cochinchine française.

En 1878, afin de renforcer l’acceptation du franc comme monnaie d’usage parmi les populations locales, une première tentative d’émission a lieu. 1 000 000 de pièces de 1 centime type Cérès d’Oudiné en cuivre frappées à Bordeaux sont exportées vers Saïgon : trouées en leur centre à la manière d’une sapèque, d'une valeur fixée à 1 millième de piastre, cette pièce va être boudée. C’est donc un échec.
Un concours monétaire est organisé, sous la direction de Jean-Jacques Barre : le 24 décembre 1878, un décret impose une première série de pièces au nom de la « Cochinchine française », avec un avers rédigé en français, et un revers, en vietnamien (à partir de caractères en mandarin). Ce sont des pièces de 1 et 2 cents en cuivre, et de 10, 20 et 50 cents en argent 900 millièmes, au millésime de 1879. Une nouvelle série est frappée à l’identique en 1884.
Le papier monétaire prend la forme de traite émise au nom du « Caissier payeur central du Trésor public » rattaché au Service des colonies, pour des montants variables, en francs français.

### Émissions monétaires de l'Union indochinoise
En 1885, deux ans après l'incorporation de l'Annam et du Tonkin dans l'Empire colonial français, une « piastre de commerce » au nom de l'« Indo-Chine française » et de la République, est enfin frappée par la Monnaie de Paris, avec un avers conçu par Jean-Auguste Barre, puis mise en circulation. Son titrage en argent est de 900 millièmes, le même que les autres modules d'argent circulant par ailleurs. Son poids est de 27,215 g. Poids et titrage sont indiqués sur la pièce, comme il est d'usage par exemple sur le peso mexicain. Une série de pièces divisionnaires comprend des valeurs de 2 sapèques en cuivre, de 1 centime en bronze pesant 10 g, et de 20 et 50 centimes en argent 900 millièmes. Au Laos, elle remplace le lat et, indirectement, le baht siamois.
En 1895, le poids de la piastre est abaissé à 27 g d'argent à 900 millièmes. Le cours se rapproche du Straits dollar, la monnaie des Établissements des détroits, pesant 26,95 g. Les pièces divisionnaires sont refrappées en conséquence : la pièce de 1 centime en bronze ne pèse plus que 7,5 g, une pièce de 10 cents est frappée en argent, et le poids des pièces de 20 et 50 cents est abaissé, ainsi que le titrage qui passe à 835 millièmes.
Un décret est publié le 31 décembre 1904, portant sur l'émission d'une sapèque en zinc pour le protectorat du Tonkin : elle est frappée au millésime de 1905, d'une valeur de 6/100e de piastre.
La piastre indochinoise (pièces divisionnaires et billets de banque) circulait également sur les territoires français situés dans le Pacifique (comme la Nouvelle-Calédonie et Tahiti) à partir des années 1880, circulation rendue légale à partir de 1903.

### Dernières piastres: vers la décolonisation

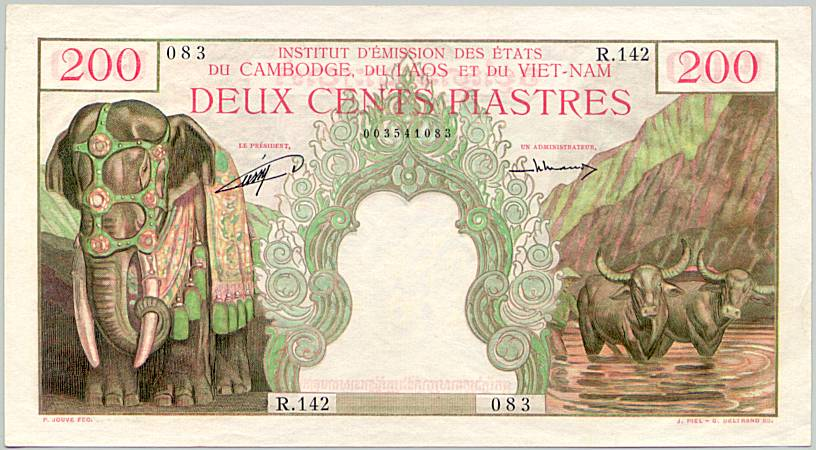
Billet de 200 piastres, 1954 (recto), émis par l'Institut d'émission des États associés d'Indochine. Gravure de Jules Piel.

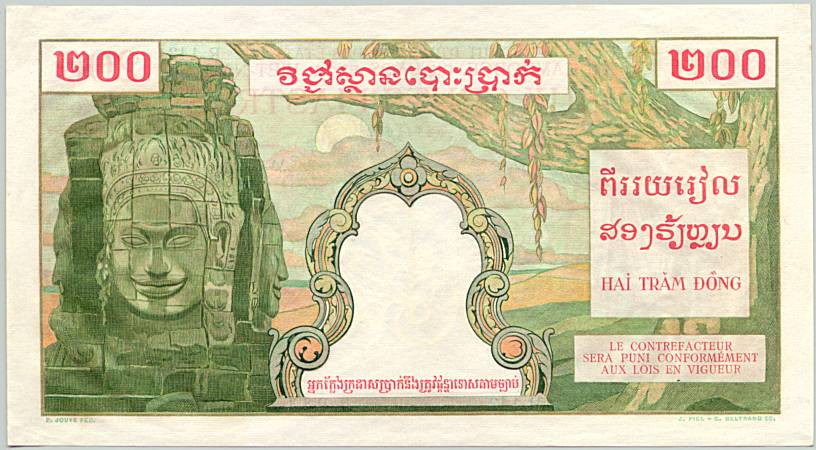
Même billet que ci-dessus (verso).

La piastre reste calée sur l'étalon-argent jusqu'en 1920, en dépit de la hausse du prix de l'argent et même après la Première Guerre mondiale : passé cette date, le titrage des monnaies divisionnaires de 10 et 20 cents en argent est abaissé à 400 millièmes, tandis que celui des pièces de 50 cents et de 1 piastre reste inchangé jusqu'en 1928. La pièce de 1 cent en bronze est frappée suivant un nouveau type trouée en son centre à partir de 1908 et ce, jusqu'en 1939. En 1923, Paris fabrique une pièce de 5 cents en cupronickel conçue par Henri-Auguste Patey. 
Les émissions de billets subissent à partir de 1920 et jusqu'en 1923, le contrecoup de la guerre, se traduisant par une raréfaction des espèces métalliques, et la Banque de l'Indochine doit imprimer des valeurs faibles de 10, 20, 50 cents, en compléments des valeurs habituelles de 1, 5, 20 et 100 piastres. 
Avant 1935, la piastre a été rattachée au franc français à un taux variable afin de permettre un alignement  sur l'étalon-or. La norme d'argent a été donc été restaurée en 1921 et maintenue jusqu'en 1930 — la piastre de commerce est frappée régulièrement jusqu'en 1928, la dernière année voit 8,570 millions de pièces sortir des ateliers —, puis, en 1931, la piastre est arrimée sur le franc français à un format équivalant à la pièce de 20 francs type Turin, un nouveau type de piastre conçu par Edmond-Émile Lindauer est frappé en argent pour un poids de 20 g à 900 millièmes, donc plus titrée que le type Turin. 
Entre 1931 et 1938, le franc français est fortement attaqué sur le marché des changes, créant un déséquilibre entre Paris et les colonies de cette partie du monde : de fait, la piastre d'argent n'est plus fabriquée, pour éviter la thésaurisation. L'Indochine française est aussi l'une des dernières régions au monde à abandonner l'étalon-argent, à partir de 1934, à la suite de la crise économique et de la réforme monétaire américaine. La piastre de commerce enregistrait depuis la fin du XIXe siècle une prime par rapport à la pièce française de 5 francs en argent (équivalant à 22,50 g d'argent pur) : à Paris, cet écart de 1,8 g permettait déjà de s'adonner à une sorte de trafic dont la presse judiciaire se fit l'écho, mais dont la prime fut présentée comme justifiée par les distances et le coût de l'opération de change. Entre 1885 et 1928, plus de 173 millions de piastres d'argent furent frappées par la Monnaie de Paris.
À partir de 1935, la Monnaie de Paris frappent de nouvelles pièces divisionnaires : une pièce de ½ centième en cuivre de type Lindauer trouée, puis en 1939, des pièces de 10 et 20 cents en nickel conçues par Pierre Turin, rapidement refrappées en cupronickel de fait de l'entrée en guerre. La pièce de ½ centième est frappée en zinc la même année, suivie par celle de 1 cent en 1940.
À partir de 1939, le Gouverneur général de l'Indochine fait fabriquer des billets pour des valeurs complémentaires de 5, 10, 20, et 50 cents. 
Au début de la Seconde Guerre mondiale, l'Indochine, placée sous l'autorité de Vichy, émet des pièces de ¼ de centième en zinc, de 1 et 5 cents en aluminium, tandis que les forces de l'Empire japonais prennent place sur ce territoire. Le taux de change est fixé à 0,976 piastres pour 1 yen d'argent, permettant à l'occupant d'enregistrer une prime.
Dès 1945, la pièce de 1 piastre au type Turin au nom de la « Fédération indochinoise » devient une simple rondelle de cupronickel sans réelle valeur. Des pièces divisionnaires en aluminium sont également frappées, pour des valeurs de 5, 10 et 20 cents, et la pièce de 50 cents type 1885 devient en cupronickel. Toutes ces pièces ne seront plus frappées après 1947. La Banque de l'Indochine commande à Thomas De La Rue et à l'American Banknote & Co., une nouvelle série de billets pour des valeurs de 1, 10, 50 et 100 piastres.
Après 1945, le franc Pacifique est instauré mais ne concerne que la Nouvelle-Calédonie et la Polynésie française. Toutefois, pour les autres territoires, en décembre 1945, afin d'éviter de subir les fortes dévaluations du franc français, le taux de change fut bloqué à une piastre pour 17 francs, alors que sa valeur sur les marchés asiatiques était de 10 francs, voire moins. La différence de change, payée par le Trésor public français, s’élevait à environ 8,50 francs. Pour bénéficier de ce taux avantageux et subventionné, il fallait justifier le transfert et obtenir l’aval de l’Office indochinois des changes (OIC). La situation troublée de l’époque en raison de la guerre d'Indochine ne facilitant pas les contrôles de l’OIC et encore moins les inculpations, un trafic florissant par le biais de fausses exportations, fausses factures ou surfacturations, impliquant Français et Vietnamiens, se mit en place à partir de 1948. Le scandale au sujet de ces trafics, que l'on connait aujourd'hui sous le nom de l'affaire des piastres, éclate en 1950, éclaboussant un certain nombre de personnalités politiques françaises et indochinoises de haut rang. Des soldats français (y compris des tirailleurs sénégalais et des marocains), ainsi que des combattants du Viet Minh voire la république populaire de Chine nouvellement proclamée par Mao tse Toung en bénéficièrent également.
À la suite de la convention signée à Pau le 29 novembre 1950 dans le cadre de l'Union française, le privilège d'émission monétaire est transmis de la Banque d'Indochine à l'Institut d'émission des États associés d'Indochine (Cambodge, Laos et Vietnam), dirigé par Gaston Cusin : de nouveaux billets en piastres sont émis jusqu'en 1954.
En 1953, le président du Conseil René Mayer fixe finalement le taux de la piastre à 10 francs (devenus 10 centimes de nouveau franc en 1958).
En 1954, l'indépendance des États associés formant alors la Fédération indochinoise sonna le glas de l'existence de la piastre. Chacun de ces États mit en circulation sa propre monnaie nationale :
- le đồng nord-vietnamien en république démocratique du Viêt Nam
- le đồng sud-vietnamien en république du Viêt Nam
- le riel au Cambodge
- le kip au Laos